# 해머보이 망치
해머보이 망치(Hammerboy)는 2004년 8월 6일 허영만 원작의 대한민국의 애니메이션이다.

## 줄거리
환경파괴로 대륙이 물에 잠겨버린 먼 미래. 외딴 바다 한 가운데 솟은 '촛대마을'에는 망치를 손에 든 채 날틀에 몸을 맡기고 이리저리 휘젓고 다니는 개구쟁이 소년 '망치'가 살고 있다. 좁은 마을을 벗어나 더 넓은 세상을 경험해 보고 싶어하는 꿈 많은 소년 망치. 그러던 어느 날, 제미우스국의 공주 '포플러'가 반란자인 악당 '뭉크'에게 쫓겨 '촛대마을'에 불시착하고, 할아버지의 '그레이트 에코'로 잠시 위기를 모면한다. 망치는 공주를 돕기 위해 난생 처음 '촛대마을'을 벗어나 험난한 모험의 여정에 오르는데... 뭉크는 망치 할아버지처럼 온 몸의 기(氣)를 모아 상대를 제압하는 '그레이트 에코'의 또 다른 고수. 제미우스 국의 왕위를 점령한 뭉크는, 나아가 전 세계를 정복하려는 야욕에 불타는 악당 중의 악당이다. 뭉크는 그레이트 에코의 힘을 극대화하는 '신비의 크리스탈'을 손에 넣고자 하고, 악의 힘을 피해 크리스탈을 숨기고 살아온 망치의 할아버지는 뭉크와의 대결 끝에 장엄한 죽음을 맞게 된다. 할아버지의 복수를 다짐하면서 세계 평화를 위해 뭉크와의 최후 대결을 준비하는 망치. 이 작은 전사는 신비한 크리스탈의 힘을 빌려 악당 뭉크를 물리칠 수 있을 것인가?

## 성우진
- 김서영 - 망치
- 배정민 - 포플러
- 최석필 - 뭉크
- 김용준 - 할아버지
- 한수림 - 앵두
- 최한 - 풀타코
- 표영재 - 무스칸
- 고성일 - 왈도왕

## 제작진
오프닝 크레딧
- 기획: 양지혜
- 제작: 이동기
- 감독: 안태근
- 아트디렉션: 김주성
- 각본: 김민조, 안철우, 최정운, 이서경
- 원작: 허영만

엔딩 크레딧
- 제작: ㈜캐릭터플랜
- 제공: ㈜KTB 네트웍크
- 공동제공: ㈜캐릭터플랜, CJ 엔터테인먼트
- 지원: 한국문화컨텐츠진흥원(KOCCA), 영화진흥위원회(KOFIC)
- 기획: 양지혜
- 제작: 이동기
- 감독: 안태근
- 아트디렉션: 김주성
- 각본: 김민조, 안철우, 최정운, 이서경
- 원작: 허영만
- 투자책임: 김성호, 이승호
- 제작관리: 김경호
- 라인프로듀서: 이임걸, 안유정, 김효정
- 배경감독: 박용일
- 배경아트: 김원진, 이화경, 임상준, 이성은, 박제희
- 배경설정: 조윤경
- 배경자문: 양진석
- 캐릭터 디자인: 장유식, 김세원
- 캐릭터 의상 디자인: 박윤정
- 메카 디자인: 장용필, 김상수
- 그래픽 디자인: 이영근, 황준하, 홍미옥
- 제작진행: 최재완
- 애니메이터: 김도식, 이화진, 김진우, 조승구, 박노일, 유순근, 장유식, 신재익, 정훈, 정인, 고경남, 공연실, 김성훈, 김한수, 김형일, 김영덕, 김경관, 박정진, 신기철, 이민배, 임오룡, 정주철, 정지문, 황일진, 권미리, 김도환, 김명신, 김상진, 김명수, 김영찬, 김유진, 김용선, 김태훈, 민경옥, 박형미, 백은희, 육성수, 이기석, 이명재, 이수현, 이주학, 이종현, 이주현, 정효식, 전석진, 정윤, 지양호, 채경미, 홍경표, 황진산, 이승일, 배종명, 박형미, 김문희, 강민정, 김도형, 김민선, 김민정, 김선영, 김진아, 김정숙, 김준수, 김혜정, 김희영, 류경미, 박문주, 박영선, 박한숙, 박현경, 박혜란, 박희정, 선종식, 안수정, 오상준, 우미현, 윤재철, 윤혜원, 이미자, 이진아, 장미숙, 장용숙, 조경희, 조은하, 조승희, 조혜수, 최윤희, 표순양, 허선경, 황정숙, 박태한, 김진영, 양성진
- 배경: 강동희, 고효순, 김경환, 김선우, 김철, 김철규, 박종림, 성대용, 안성용, 안정희, 유춘현, 이봉수, 장정호, 전극선, 조한모, 최현진
- 디지털 진행: 조대원, 이광호, 김영길, 이성규, 송욱
- 스캔: 백지연, 김희경, 노미연, 윤숙, 윤옥순, 윤정균, 이부옥, 최수현, 한란희
- 채색: 이승희, 강원숙, 김경미, 김미애, 김진숙, 박경아, 박명옥, 박상은, 박연정, 박영선, 박지원, 신호향, 여성주, 오주원, 윤준혜, 이뻐요, 이재숙, 장경희, 전동준, 조숙자, 최선애, 황희숙
- 카메라: 정진성, 이정미, 강창훈, 김혜진, 배수나, 윤지상, 이선영, 전옥희, 최미경, 최미애, 한승태, 최용환
- 편집: 오동현, 유동근
- 시스템: 박봉규, 이상인

녹음
- 대사녹음 연출: 민영문
- 대사녹음/편집: 박덕수, 이혜경
- 대사녹음: 리드사운드
- 주제곡 진행: 김병석
- 주제곡 녹음 연출: 안석준, 마주희
- 주제가 작사: 박경진
- 주제가 노래: 거미
- 주제곡 녹음 믹스: 곽석원, 김주현
- 주제곡 녹음: 서울스튜디오
- 해외 마케팅 지원: 이상길, 이건상, 박덕호, 배영철, 임관오, 배영수
- 포스트 프로덕션: 옵티멈 프로덕션
- 포스트 프로덕션 프로듀서: 니콜 쥬오르, 루이 허트비스
- 포스트 프로덕션 편집: 크리스티앙 로이
- 사운드 효과: 손미라
- 사운드 크리에이터: 피에르 미쇼, 미쉘 그르젤락, 앙드레 브랑
- 폴리 아티스트: 존 블라나키스
- 폴리 리코딩: 마틴 로버르지
- 믹싱 스튜디오: 테크니컬러 크리에이티브 서비스 - 몬트리올
- 믹서: 피에르 빠겟, 쟝 크리스토퍼 벨베르
- 음악: 안젤로 오디
- 음악 녹음 스튜디오: 시퀀스 프로덕션 스튜디오
- 편집 타이틀 및 필름 제작: 테크니컬러 크리에이티브 서비스 - 몬트리올
- 주제가 You Are My Hero
- 주제가 작곡: 안젤로 오디, 아드리안 루스
- 주제가 작사: 안젤로 오디

## 같이 보기
- 한국의 애니메이션 영화 목록